# Acronicta sachalinensis
Acronicta sachalinensis là một loài bướm đêm trong họ Noctuidae.